# كرايغ جانون
كرايغ جانون (بالإنجليزية: Craig Gannon)‏ هو عازف قيثارة بريطاني، ولد في 30 يوليو 1966 في مانشستر في المملكة المتحدة.

## وصلات خارجية
- الموقع الرسمي
- كرايغ جانون على موقع IMDb (الإنجليزية)
- كرايغ جانون على موقع ميوزك برينز (الإنجليزية)
- كرايغ جانون على موقع أول ميوزيك (الإنجليزية)
- كرايغ جانون على موقع ديسكوغز (الإنجليزية)
- كرايغ جانون على موقع قاعدة بيانات الفيلم (الإنجليزية)